# Alboran
Alborán (špa. Isla de Alborán) je otočić u Španjolskoj (pokrajina Almería ) u Alboranskom moru, dijelu zapadnog Sredozemnog mora, oko 56 km sjeverno od marokanske obale i 85 km od španjolskog kopna. Glavne građevine su automatizirani svjetionik izgrađen u 19. stoljeću, malo groblje i luka.

## Opis
Otok je ravna platforma oko 15 metara iznad razine mora, površine oko 71,200 m2. Na sjeveroistočnom kraju otoka, 100 metara od njegiove obale, nalazi se otočić špa. Islote de La Nube – otočić oblaka.

## Prirodna povijest
Alboran ima vulkansko podrijetlo, nalazi se u važnoj seizmičkoj zoni gdje se Afrička ploča sudara s Euroazijskom pločom. Godine 1899. na Alboranu je otkrivena nova magmatska stijena, nazvana alboranit, u čast otoka.
BirdLife International je otočić prepoznao kao važno područje za ptice (IBA) jer se na otoku gnijezdi populacija sredozemnih galebova, kao i razne vrste vrapčarki na selidbi.
Vrsta dvoredca Diplotaxis siettiana, nazvana jaramago de Alborán na španjolskom, ima jedinu poznatu divlju populaciju na otoku. Tamo je izumrla tijekom većeg dijela kasnog 20. stoljeća, ali je 1999. uspješno ponovno unesena iz zaliha očuvanih ex-situ.
Godine 2001. Ujedinjeni narodi proglasili su otok i njegovo podmorje Posebno zaštićenim područjem od mediteranske važnosti.

## Povijest
Otok je postao baza Mustafe ben Jusufa al Mahmuda ed Dina, tuniskog korsara u službi osmanskog sultana čiji su napadi bili toliko žestoki da je postao poznat kao Al-Borani (otuda i ime otoka), što na turskom znači "oluja". Otok je postao španjolski posjed nakon bitke kod Alborana 1540.
Alborán je pogrešno poznat kao "Albusama".
Aristokrat nadvojvoda Ludwig Salvator od Austrije posjetio je otok i 1899. objavio ilustriranu knjigu o otoku na njemačkom jeziku.
Godine 1963. španjolska vojska uspostavila je stalni odred španjolskih mornaričkih marinaca za kontrolu i zaštitu otoka.

## Administracija
Otok je od 1540. godine pripadao Španjolskoj, a od 19. stoljeća općini Almería.

## Vanjske poveznice
|  | Zajednički poslužitelj ima još gradiva o temi Alboran |